# Парфенков Василь
Василь Парфенков (30 серпня 1983, Мінськ, Білоруська РСР — 26 червня 2022, під Лисичанськом, Україна) — білоруський громадський активіст, політв'язень Білорусі. З 2014 року — боєць батальйону «ОУН» у війні на сході України.

## Біографія
Закінчив 9 класів мінської школи № 163, працював автослюсарем в мінському автопарку № 7.
Був активістом незареєстрованої Білоруської Партії Свободи. Брав активну участь у захисті Куропат у 2002 році, коли мінська влада мала плани зруйнувати хрести-пам'ятники жертвам сталінізму заради розширення МКАД. Під час оборони Куропат, коли невідомі підпалили намет захисників, Василь врятував від пожежі двох осіб.
Брав участь в акціях протесту разом з «Молодим Фронтом» і «Зубр». Затримувався міліцією і відбував адміністративні терміни в ізоляторі на Акрестіна за громадську активність.
Під час президентських виборів 2010 року активно брав участь у громадянській кампанії «Говори правду!», був активістом штабу Володимира Некляєва, збирав підписи за нього, проводив агітацію. Учасник Площі-2010.

### Хронологія переслідування
Затриманий в Мінську 4 січня 2011 року за підозрою в причетності до «масових заворушень» 19 грудня 2010 Через три доби виявився в мінському СІЗО по вул. Володарського як учасник кримінальної справи за ст. 293.
17 лютого 2011 року Фрунзенський суд Мінська за участь в акції 19 грудня 2010 року засудив В. Парфенкова на 4 роки колонії суворого режиму. Відбував покарання в колонії м. Орші.
Написав прохання про помилування на ім'я Олександра Лукашенко. У проханні він не визнав себе винним, обмежився проханням випустити його.
11 серпня 2011 р. помилуваний О. Лукашенко і звільнений..
29 травня 2012 року В. Парфенков засуджений до 6 місяців колонії за порушення умов превентивного нагляду. Приводом для цього стала його участь в суспільно-політичному житті країни. 24 липня Мінськ міський суд не задовольнив касаційну скаргу В. Парфенкова. 9 серпня Василь Парфенков був узятий під варту і відправлений відбувати покарання в колонію в Барановичах.
Звільнений 9 лютого 2013 року. Взято під превентивний нагляд міліції на півроку.
12 липня 2013 року Василю в черговий раз було пред'явлено нове звинувачення за статтею 421 Кримінального кодексу РБ — порушення умов превентивного нагляду.
Справа була передана до суду, але судового процесу по ній не відбулося — був використаний інший спосіб впливу: 21 вересня 2013 після відбуття 5-добового адміністративного арешту, до якого В. Парфенков був засуджений «заочно», його доставили з Центру ізоляції правопорушників в РУВС Першотравневого району м Мінська, звідки направили в лікувально-трудовий профілакторій (ЛТП) у Свєтлогорськ на 12 місяців для примусового лікування від алкоголізму.
Суд за порушення умов превентивного нагляду (за звинуваченням 12 липня 2013) повинен був відбутися 28 листопада 2013 року, але оскільки в суді з'ясувалося, що Василю Парфенкова не повідомили про дату суду за п'ять днів до його початку, як того вимагає процесуальне законодавство, він був перенесений на 5 грудня.
5 грудня 2013 року суддя суду Першотравневого району Мінська Леонід Єременко засудив громадського активіста за порушення правил превентивного нагляду до 1 року покарання у виправній колонії в умовах суворого режиму.
На весь час укладення В. Парфенков був позбавлений побачень і передач від родичів.
Був визволений 5 грудня 2014 року.

### Еміграція
19 грудня 2014 р. Василь Парфенков разом з сім'єю (дружиною і 11-місячним сином) поїхав до України. Там записався в Добровольчий батальйон «ОУН». У вересні 2015 р доброволець Василь Парфенков був поранений у бойовому зіткненні під селом Піски недалеко від Донецька. У лютому 2016 року Парфенков був затриманий за участь у погромі російських банків в Києві. Незабаром Тактична група «Білорусь» визнала Парфенкова разом з Е. Лобовом фронтовиками.
Вступив до батальйону «Волат» Білоруського полка імені Кастуся Калиновського. Імовірно загинув 26 червня в боях під Лисичанськом.

## Нагороди
Лауреат Національної премії в області захисту прав людини Хартії'97 2014 року.